# Sibyl Hathaway
Sibyl Collings Hathaway, född 13 januari 1884 på Guernsey, död 14 juli 1974 på Sark, var Dame of Sark mellan åren 1927 och 1974. Sark är en av öarna som tillhör de brittiska Kanalöarna. 
Titeln Dame of Sark ärvde Hathaway efter sin far, William Frederick Collings. Hathaway kom att styra Sark under andra världskriget och valde att stanna kvar på ön, istället för att evakuera, när ön ockuperades av tyskarna.
Hathaway kom att satsa på att stärka öns attraktion som turistmål och kallade sitt styre för "the last bastion of feudalism". Hon efterträddes av sitt barnbarn Michael Beaumont, som blev den sista att styra Sark enligt det feodala systemet. 
År 2008 övergick Sark till ett demokratiskt system. 